# Бергкамп, Деннис
Де́ннис Ни́колас Мари́я Бе́ргкамп (нидерл. Dennis Nicolaas Maria Bergkamp [ˈdɛnɪs ˈbɛrχkɑmp]; род. 10 мая 1969, Амстердам) — нидерландский футболист, впоследствии футбольный тренер. Первоначально играл на позиции полузащитника, но позже стал играть основного нападающего, ещё позже — оттянутого форварда.
Деннис дебютировал за свой первый клуб, «Аякс», в 1986 году. Выиграл в его составе свои первые трофеи, после чего в 1993 году перешёл в «Интернационале». Там Бергкамп пробыл всего два сезона, а потом перешёл в «Арсенал», в котором несколько раз стал чемпионом Англии и выигрывал кубок этой страны. В национальной сборной он дебютировал в 1990 году, в её составе выступал на протяжении 10 лет. Является третьим по количеству голов за сборную Нидерландов. Профессиональную карьеру завершил в 2006 году.
Бергкамп был включён в список 125 лучших игроков, созданный Пеле. В 2007 году Бергкамп был включён в Зал славы английского футбола, став, таким образом, первым и пока что единственным нидерландским футболистом, который удостоился такой чести. В 2021 году вошёл в Зал славы английской Премьер-лиги.

## Ранние годы
Бергкамп родился в западной части Амстердама. Он был младшим из четверых детей (все мальчики). Рос в рабочем пригороде Амстердама в семье среднего класса. Его отец Вим был электриком, а также играл в футбол в любительских лигах. Мать Тонни в юности занималась гимнастикой. Бергкампа назвали в честь Дениса Лоу. Имя пишется с удвоенной «N», родители не хотели, чтобы имя сына было созвучно с женским именем Denise. Бергкамп был воспитан как католик и часто в детстве ходил с семьёй в церковь.
Деннис начинал играть в футбол со старшими братьями во дворе, затем — в школе по пять игроков в команде. Любимым футболистом детства Денниса был Гленн Ходдл, он восхищался его мастерским приёмом мяча. В девять лет Бергкамп пошёл в местный легкоатлетический клуб, там одной из его любимых дисциплин стало толкание ядра. Футбол Деннис также не бросил, он выступал за команду «Вилскрахт/СНЛ», с которой даже играл против своего будущего клуба «Аякса». Когда ему было 12 лет, его заметили представители «Аякса», и он стал тренироваться в его академии. Тренер первой команды Йохан Кройф выделял Денниса ещё в молодёжном составе. В частности, Кройф намеренно организовал перевод Бергкампа в дубль молодёжной команды, где в дополнение футболиста перевели на непривычную позицию крайнего защитника. Целью было закалить характер Бергкампа, а также воспитать в нём лидерские качества. В итоге Денниса перевели обратно в первую молодёжную команду. Свой последний матч на этом уровне он сыграл 13 декабря 1986 года против ДВС. Когда тренер в перерыве поменял Бергкампа, он сообщил ему, что на следующий день ему предстоит матч за первую команду.

## Карьера футболиста

### «Аякс»

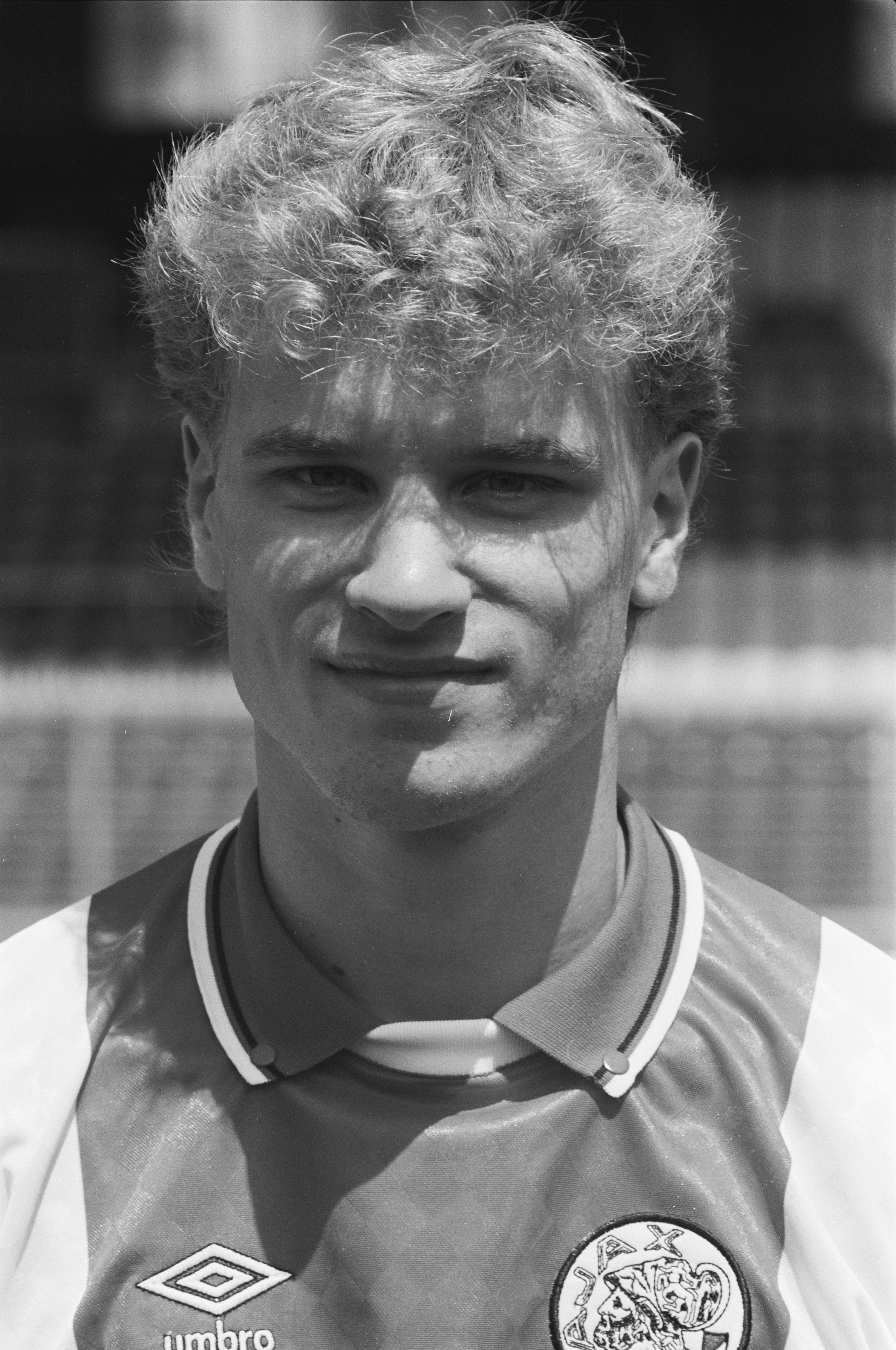
Бергкамп в «Аяксе»

14 декабря 1986 года Йохан Кройф впервые поставил Бергкампа в состав в матче против «Роды». Игра закончилась со счётом 2:0 в пользу «Аякса». Бергкамп забил свой первый гол за клуб 22 февраля 1987 года в матче против «Харлема». «Аякс» выиграл 6:0. Он сыграл 23 матча в сезоне 1986/87. Также в том сезоне Бергкамп дебютировал на международной арене в матче против «Мальмё» в Кубке обладателей кубков. «Аякс» выиграл этот турнир, победив в финале с минимальным счётом «Локомотив» из Лейпцига. В следующих сезонах Бергкамп утвердился в качестве игрока основного состава. В сезоне 1987/88 команда была близка к тому, чтобы защитить титул обладателя Кубка кубков, но уступила в финале «Мехелену» 1:0. Бергкамп в том сезоне выступал на фланге атаки, где его задачей были скоростные проходы и навесы в штрафную площадь.
После ухода Кройфа в 1988 году в команде сменилось пять тренеров, пока в 1991 году клуб не возглавил Луи ван Гал. Одного из них, Курта Линдера, Деннис назвал своим худшим тренером. Линдер пытался привить команде более оборонительную модель игры, а конкретно в Бергкампе не видел перспектив и хотел отправить его в дубль. Ван Гал (ещё в статусе помощника Антуана Кона) решил, что Деннис играет не в своём амплуа, и инициировал переход игрока на позицию второго нападающего, пресса назвала позицию Бергкампа на поле schaduwspits (рус. теневой нападающий). Бергкамп начал регулярно отличаться голами, в частности он установил национальный рекорд, забив в десяти матчах подряд. Однако в том сезоне «Аякс» упустил чемпионство, и руководство назначило нового тренера, Лео Бенхаккера. Новый наставник не был уверен в Бергкампе, он предлагал ему перейти на остриё атаки, в полузащиту или вернуться на фланг, но Деннис не согласился и был отправлен в молодёжный состав. Тем не менее после межсезонья Бергкампу удалось вернуться в основной состав. Он играл в нападении в паре со Стефаном Петтерссоном, который оттягивал на себя защитников и открывал зоны для Денниса. Бергкамп забил 29 голов в 36 играх в сезоне 1990/91.
При ван Гале команда стала играть в тотальный футбол, прессинговала соперников и редко уступала во владении мячом. В частности, Бергкамп оформил хет-трик в матче против «Твенте», который был обыгран со счётом 7:0. В 1992 году «Аякс» выиграл Кубок УЕФА, обыграв в финале «Торино». Сам Бергкамп ответный матч финала пропускал из-за гриппа. После победы в Кубке УЕФА Бергкампом начали интересоваться итальянские клубы. На момент решающего матча против ПСВ уже была согласована сделка с «Интером». В самой игре Бергкамп открыл счёт, приняв коленом длинную передачу Франка де Бура и перебросив вратаря с острого угла. Однако ПСВ быстро отыгрался, а после перерыва вышел вперёд — 2:1, «Аякс» в итоге опустился на четвёртое место. После этого матча и в связи с трансфером отношения ван Гала и Бергкампа ухудшились. Тем не менее команда победила принципиального соперника «Фейеноорд» со счётом 5:0, а под конец сезона выиграла кубок Нидерландов, победив в финале «Херенвен», Бергкамп отличился голом. Бергкамп был лучшим бомбардиром в чемпионате Нидерландов с 1991 по 1993 год, а также получал звание лучшего игрока года в 1992 и 1993 годах. За всю карьеру в «Аяксе» он забил 122 гола в 239 матчах.

### «Интер»

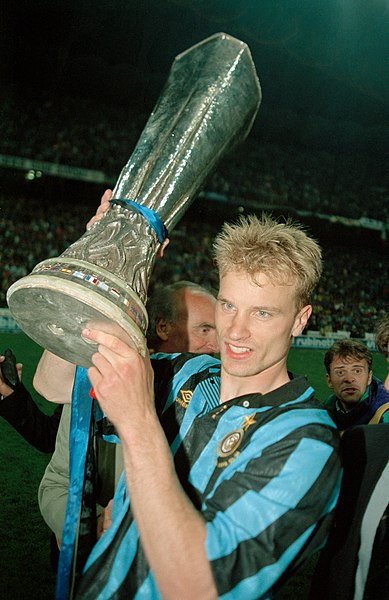
Бергкамп с Кубком УЕФА (11 мая 1994)

Бергкамп был востребован на трансферном рынке. Тренер «Аякса» Кройф советовал ему не переходить в «Реал Мадрид», который также интересовался Деннисом. Бергкамп хотел играть в Италии и учил итальянский язык. Он считал Серию А лучшей лигой мира и хотел перейти в «Ювентус» или «Интернационале». 16 февраля 1993 года последние согласились купить Бергкампа за 30 миллионов гульденов (7,1 миллионов фунтов). Вместе с ним в «Интер» отправился его товарищ по «Аяксу» Вим Йонк.
Бергкамп дебютировал за «Интер» в матче против «Реджины» 29 августа 1993 года, а забил свой первый гол за клуб в игре против «Кремонезе» в сентябре 1993 года. Но ему было сложно играть против массированной обороны итальянских команд, и он забил только семь голов в лиге. Причиной низкой результативности также стала несыгранность с партнёрами по атаке: Рубеном Сосой и Сальваторе Скиллачи. В феврале 1994 года клуб уволил тренера Освальдо Баньоли. Его заменил Джампьеро Марини. «Интер» финишировал 13-м в Серии А, но выиграл Кубок УЕФА, обыграв в финале «Зальцбург». Бергкамп стал лучшим бомбардиром этого соревнования, а также оформил хет-трик в матче против бухарестского «Рапида».
С началом нового сезона руководство «Интера» назначило нового тренера, Оттавио Бьянки. Бергкамп провёл сезон вяло, в основном из-за чемпионата мира 1994 года. В дополнение зимой он ездил в Нидерланды, чтобы залечить травму паха. Временный отъезд из стана клуба негативно сказался на отношениях Бергкампа с тренером. Также у него сложились плохие отношения с болельщиками и некоторыми товарищами по команде. Рубен Соса называл Денниса «странным и одиноким», подчёркивая замкнутость и необщительность Бергкампа. Итальянская спортивная пресса также отмечала его плохую игру. «Интер» закончил сезон на шестом месте в лиге. Клуб не сумел отстоять Кубок УЕФА, «Интер» выбыл в первом раунде. Деннис забил пять голов в 26 матчах. В феврале 1995 года клуб купил итальянский бизнесмен Массимо Моратти, который нацелился на обновление состава. Из-за покупки Маурисио Ганца Бергкамп потерял место в составе и захотел уйти. Агент Денниса Роб Янсен обратился к Моратти: или клуб нанимает нового тренера, или позволяет Бергкампу уйти. Моратти отказался увольнять Бьянки, и Деннис покинул «Интер».

### «Арсенал»
В июне 1995 года «Арсенал» приобрёл Бергкампа за 7,5 миллионов фунтов. Он стал первым игроком, которого пригласил тренер Брюс Риок. Он дебютировал за новый клуб в матче против «Мидлсбро». Бергкамп долго адаптировался в Англии и забил свой первый гол только после шести матчей — 23 сентября 1995 года в матче против «Саутгемптона» Деннис оформил дубль, принеся своей команде победу со счётом 4:2. За свой первый сезон в Англии он сыграл 33 матча, забив 11 голов, и помог «Арсеналу» выйти в Кубок УЕФА.
Деннис негативно отреагировал на новость об увольнении Риока. Тем не менее назначение Арсена Венгера на пост тренера «Арсенала» в сентябре 1996 года стало поворотным моментом в карьере Бергкампа. Венгер ставил Бергкампа на позицию центрального нападающего. 24 ноября Бергкамп забил победный гол в ворота «Тоттенхэма» с фланговой подачи Иана Райта. 11 января в матче против «Сандерленда» Бергкамп получил свою первую красную карточку в карьере. «Арсенал» закончил сезон на третьем месте.
В следующем сезоне Бергкамп помог «Арсеналу» выиграть чемпионат и кубок, несмотря на то, что главным фаворитом был «Манчестер Юнайтед». Он стал лучшим бомбардиром клуба с 22 голами, многие из которых забил после пасов новичка клуба Марка Овермарса. В матче против «Лестер Сити» в начале сезона он оформил свой первый хет-трик за «Арсенал». Третий гол в том матче Бергкамп назвал самым красивым за время выступлений в «Арсенале». Тренер «Лестера» Мартин О’Нил сказал, что это был «лучший хет-трик, который он видел». В четвертьфинале Кубка Англии против «Вест Хэм Юнайтед» Бергкамп был удалён за отмашку локтем в борьбе против Стива Ломаса и пропустил три матча из-за дисквалификации. 29 апреля 1998 года в матче с «Дерби Каунти» он получил растяжение мышцы и пропустил оставшуюся часть сезона, в том числе финал кубка. Тем не менее по окончании сезона он был признан лучшим футболистом чемпионата по версии ПФА и АФЖ.
В сезоне 1998/99 «Арсенал» не смог отстоять чемпионство, проиграв в последнем туре будущему победителю первенства «Манчестер Юнайтед». В Кубке Англии «Арсенал» также проиграл в полуфинале «красным дьяволам». Беркгамп сравнял счёт в матче (1:1) и мог вывести команду вперёд с пенальти в компенсированное время, но его удар парировал Петер Шмейхель. Во втором экстра-тайме Райан Гиггз забил победный гол. После этого промаха Деннис перестал браться бить пенальти, а основным исполнителем 11-метровых стал новичок команды Тьерри Анри. За свою дальнейшую карьеру голландец реализовал лишь один пенальти. Всего за сезон Бергкамп забил 16 голов во всех турнирах, а также стал лидером чемпионата по голевым передачам (13).

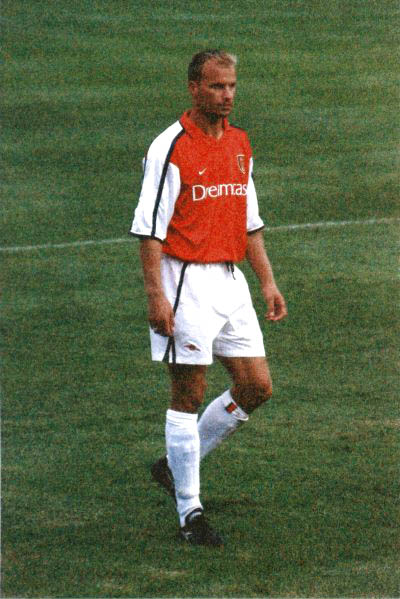
Бергкамп в составе «Арсенала» (2001)

Сезон 1999/2000 вызвал разочарование у болельщиков: клуб занял второе место в чемпионате и проиграл в финале Кубка УЕФА «Галатасараю» в серии пенальти. В межсезонье из «Арсенала» ушли Марк Овермарс и Эммануэль Пети, вопрос присутствия Бергкампа в клубе также оставался открытым. В 2000 году Бергкамп продлил контракт с «Арсеналом». Несмотря на то, что «Арсенал» купил нескольких квалифицированных игроков, в сезоне 2000/01 клуб также занял второе место. После появления Тьерри Анри и Сильвена Вильтора Бергкамп перестал постоянно появляться в основе.
Вы не можете винить никого и защитников за этот гол. Вы просто должны признать, что Бергкамп действовал красиво
В сезоне 2001/02 «Арсенал» сделал «золотой дубль». В чемпионате он в предпоследнем туре переиграл «Манчестер Юнайтед», а в финале Кубка Англии выиграл у «Челси». По ходу сезона Бергкамп образовал связку с Фредди Юнгбергом. 4 декабря 2001 года в матче второго группового этапа Лиги чемпионов (тогда регламент предусматривал два групповых этапа) против «Ювентуса» Деннис отдал голевую передачу на Юнгберга по неудобной для защитников траектории — на уровне пояса. Итоговый счёт 3:1 в пользу «канониров». Однако в итоге «Арсенал» не вышел из группы. 27 января 2002 года в четвёртом раунде кубка против «Ливерпуля» Бергкамп забил головой, но в том же матче получил красную карточку за подкат с двух ног против Джейми Каррагера. Впоследствии он получил дисквалификацию на три матча (два в лиге и один в кубке). Бергкамп апеллировал относительно этого решения, но безуспешно. Он вышел на поле только 3 марта 2002 года в матче против «Ньюкасл Юнайтед». В начале матча он забил зрелищный гол. Бергкамп получил пас, стоя спиной к воротам, одновременно пробросил себе мяч вперёд, развернулся и обошёл Никоса Дабизаса, выйдя один-на-один с вратарём. Венгер назвал тот гол невероятным, добавив: «Это был не только красивый, но и важный гол». Бергкамп сыграл 33 матча и забил 15 голов.

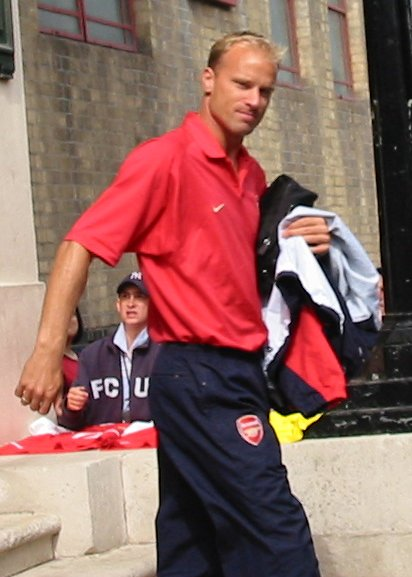
Деннис Бергкамп (2003)

4 января 2003 года в Кубке Англии он забил свой сотый гол за «Арсенал», поразив ворота «Оксфорд Юнайтед». В том сезоне клубу не удалось сохранить чемпионский титул, хотя в марте у него был отрыв от преследователя в восемь очков. Тем не менее, они выиграли Кубок Англии, победив в финале «Саутгемптон». 20 июля 2003 года Бергкамп продлил контракт на год. В сезоне 2003/04 «Арсенал» вернул себе чемпионский титул и, более того, стал первой командой за более чем 100 лет, которая прошла весь турнир без поражений. В последнем матче сезона против «Лестер Сити» Бергкамп отдал голевой пас на Патрика Виейра, тот обошёл вратаря и забил победный гол, матч закончился со счётом 2:1. Та команда была названа непобедимой. Но в Европе «Арсенал» не смог добиться трофеев. В 1/8 финала Лиги чемпионов «канониры» прошли испанскую «Сельту» с общим счётом 5:2. В ответном домашнем матче Бергкамп в окружении защитников развернулся на 360 градусов, а затем внешней стороной стопы отдал пас на Анри. Однако команда проиграла в 1/4 финала «Челси», несмотря на то, что перед этим команды трижды встречались во внутренних соревнованиях, и победителем неизменно оставался «Арсенал». В конце сезона «Арсенал» продлил контракт с Бергкампом.
В сезоне 2004/05 Бергкамп сыграл в 29 матчах «Арсенала». Команда заняла второе место, отстав от «Челси» на 12 очков. 22 августа 2004 года в матче против «Мидлсбро» Бергкамп вышел на поле с капитанской повязкой, получив её в связи с травмой Патрика Виейра. 19 февраля 2005 в матче Кубка Англии против «Шеффилд Юнайтед» ему показали прямую красную карточку за толчок защитника Данни Куллипа. Из-за этого он пропустил три матча в чемпионате. В последней игре сезона против «Эвертона» Бергкамп стал игроком матча, «Арсенал» обыграл соперника со счётом 7:0. Болельщики хотели, чтобы Бергкамп продлил контракт на год. В финале Кубка Англии против «Манчестер Юнайтед» из-за травмы Анри Деннис вышел в центре нападения. «Канониры» преимущественно защищались, но не пропустили. Матч дошёл до серии пенальти, где «Арсенал» обыграл соперника 5:4. После игры Бергкамп продлил контракт.
В последнем сезоне Бергкампа «Арсенал» занял четвёртое место. В матче первого тура Лиги чемпионов он забил гол «Туну», выйдя на замену. Поединок против «Вест Бромвич Альбиона», который состоялся 15 апреля 2006, был посвящён Бергкампу. Фанатам, которые пришли на «Хайбери», подарили футболки Бергкампа. Во втором тайме он вышел на замену и на 89-й минуте забил гол — последний в карьере. 7 мая Деннис принял участие в последнем футбольном матче, сыгранном на «Хайбери» против «Уиган Атлетик» (победа 4:2), эта игра стала последней в его карьере. Бергкамп остался на скамейке запасных в проигранном финале Лиги чемпионов против «Барселоны» (2:1).
22 июля 2006 года Бергкамп сыграл свой прощальный матч, в котором «Арсенал» встречался с его бывшим клубом, «Аяксом». Старт матча дал розыгрыш мяча с участием Бергкампа, его отца и сына. В первом тайме играли действующие футболисты клубов (на стороне «Аякса» принял участие будущий капитан «Арсенала» Томас Вермален), а во втором — бывшие игроки. Например, за «Арсенал»: Райт, Виейра, Овермарс, Пети и Дэвид Симэн, а за «Аякс»: Марко ван Бастен, Данни Блинд, Йохан Кройф, Франк и Рональд де Буры. «Арсенал» выиграл матч со счётом 2:1.

## Национальная сборная

### Молодёжная
Карьера в молодёжной сборной у Бергкампа продолжалась всего один год. Он дебютировал в матче против молодёжной сборной СССР 21 марта 1989 года. Матч закончился со счётом 1:0 в пользу СССР. В квалификации к Евро-1990 он сыграл свой последний матч за «молодёжку» против сборной Исландии, Нидерланды проиграли со счётом 3:2. В своей группе команда Бергкампа заняла третье место, всего на одно очко обойдя Финляндию, группу выиграла сборная ФРГ.

### Основная
Бергкамп дебютировал в сборной Нидерландов в матче против Италии 26 сентября 1990 года, выйдя на замену Франку де Буру. 17 октября в игре отбора к Евро-1992 против Португалии он был впервые в стартовый состав «оранжевых». Бергкамп занял место в атаке вместе с Марко ван Бастеном. Однако голландцы уступили сопернику с минимальным счётом, а тренер Ринус Михелс остался недоволен выступлением Денниса и изъявил желание в будущем использовать на его месте Вима Кифта. Тем не менее, за Бергкампа заступился ван Бастен и другие игроки, а также убедили Михелса сменить расстановку команды с 4-4-2 на более привычную 4-3-3 с Деннисом в центре нападения. 21 ноября Бергкамп в матче с Грецией ударом головой забил первый гол за сборную, а Нидерланды победили 2:0.
На Евро-1992 Нидерланды ехали в статусе одних из фаворитов: будучи победителями прошлого розыгрыша в 1988 году, «оранжевые» имели в своём расположении как опытных Франка Райкарда, Рууда Гуллита, Рональда Кумана и Марко ван Бастена, так и молодых Бергкампа и де Бура. Ринус Михелс использовал Денниса как оттянутого форварда, оставляя на острие атаки ван Бастена. В первой игре группового этапа против Шотландии Деннис на 75-й минуте забил единственный гол в матче. В следующем туре, несмотря на активные действия Бергкампа, Нидерланды сыграли вничью со сборной СНГ. В решающем матче за выход из группы против немцев Бергкамп забил гол, замкнув подачу Арона Винтера ударом головой, а его команда победила 3:1 и вышла в полуфинал, где её соперником стала сборная Дании. Несмотря на разницу в подборе исполнителей, нидерландцы не смогли обыграть соперника в основное и дополнительное время, закончив матч со счётом 2:2 (первым в составе «оранжевых» отличился Бергкамп). В серии пенальти Деннис реализовал свой удар, однако из-за промаха ван Бастена сборная уступила 4:5 и покинула турнир. Бергкамп, забивший на Евро три мяча, вместе с Хенриком Ларсенем, Карлом-Хайнцом Ридле и Томасом Бролином, стал лучшим бомбардиром чемпионата, а также вошёл в символическую сборную Евро.
В ходе отбора к чемпионату мира 1994 года Бергкамп забил пять мячей, а Нидерланды квалифицировались на турнире со второго места. Новый тренер сборной Дик Адвокат делал ставку на братьев де Буров, Бергкампа, Марка Овермарса и Вима Йонка. В преддверии мундиаля в игре с Венгрией, завершившейся со счётом 7:1, Бергкамп оформил дубль. На групповой стадии турнира он забил гол в ворота сборной Марокко, а в 1/8 финала помог своей команде обыграть Ирландию 2:0, открыв счёт в матче. В четвертьфинале «оранжевым» противостояли бразильцы, и этот матч стал одним из самых зрелищных на турнире. После безголевого первого тайма южноамериканцы смогли забить два мяча к 62-й минуте, однако вскоре благодаря результативным действиям Бергкампа и Арона Винтера Нидерландцы отыгрались. Тем не менее, на 81-й минуте Бранко реализовал штрафной удар и установил окончательный результат — победу Бразилии 3:2. По завершении матча Бергкамп остался недоволен судейством, заявив, что второй гол соперника должен был быть отменён из-за офсайда. Также Бергкамп считал, что та сборная могла добиться большего, чем выход в 1/4.

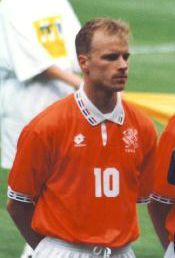
Бергкамп перед матчем Евро-1996 против Шотландии

В отборе на чемпионат Европы 1996 года Бергкамп забил лишь один гол в ворота Мальты (4:0), тем не менее его команда вышла в финальную часть. На Евро-1996 после нулевой ничьи в первом матче группы с Шотландией Бергкамп забил гол в ворота команды Швейцарии (2:0). В третьем матче против Англии он отдал голевую передачу на Патрика Клюйверта, однако это был лишь гол престижа, Англия выиграла 4:1. Тем не менее этого оказалось достаточно для прохода дальше. Сборная Нидерландов выбыла в 1/4 финала, проиграв по пенальти сборной Франции. Сам Бергкамп не доиграл матч из-за травмы и был заменён во втором тайме.
9 ноября 1996 года в домашнем матче отбора на чемпионат мира против Уэльса Бергкамп оформил свой первый хет-трик за сборную. Отказ от авиаперелётов не помешал ему успешно провести отбор, он пропустил только два выездных матча: против Уэльса и Турции. Всего Деннис забил в отборе семь голов в шести матчах. Нидерланды заняли первое место в своей группе и вышли на мундиаль 1998 года. В первом матче финальной части против Бельгии Деннис остался на замене, так как только недавно оправился после травмы. Во втором матче против Южной Кореи Бергкамп забил третий гол своей команды, поочерёдно обыграв троих защитников, в итоге голландцы выиграли 5:1. Нидерланды выиграли свою группу в финальной части и вышли на Югославию. В матче 1/8 финала Бергкамп забил первый гол, но при счёте 1:1 мог оставить команду в меньшинстве. В борьбе за мяч с Синишей Михайловичем он сбил соперника и наступил ему на грудь, однако арбитр не удалил Денниса, а Нидерланды выиграли 2:1. На следующей стадии Деннис отдал голевую передачу, а также забил один из самых эффектных голов чемпионата в матче против Аргентины. Франк де Бур сделал на него длинную передачу, он двумя касаниями обыграл Роберто Айялу и прицельно ударил в дальний угол. Этот гол Бергкамп назвал «лучшим в карьере». Также этот мяч позволил ему обогнать Фаса Вилекса по количеству голов за сборную. В полуфинале Нидерланды проиграли по пенальти сборной Бразилии. Деннис забил три гола за турнир и вошёл в символическую сборную чемпионата мира.
9 октября 1999 года в матче против Бразилии Бергкамп забил свой последний гол за сборную. Поскольку Нидерланды были страной-хозяйкой Евро-2000, им не надо было проходить квалификацию, и они считались главными фаворитами. Новый тренер Франк Райкард иногда стал использовать схему с двумя нападающими: Клюйвертом и ван Нистелроем. Однако перед финальной частью Евро последний получил травму, и Бергкамп вернулся в основу. Нидерланды выиграли группу, а в 1/4 финала обыграли Югославию со счётом 6:1. В полуфинале голландцы встретились с Италией, Нидерланды доминировали по ходу матча, но не смогли реализовать свои моменты (в том числе два пенальти в основное время), игра завершилась победой Италии в серии 11-метровых. После поражения Бергкамп объявил о своём уходе из сборной, решив сосредоточиться на клубной карьере. В июне 2003 года Патрик Клюйверт обогнал Бергкампа в списке лучших бомбардиров за всю историю национальной команды.

## Характеристика игрока

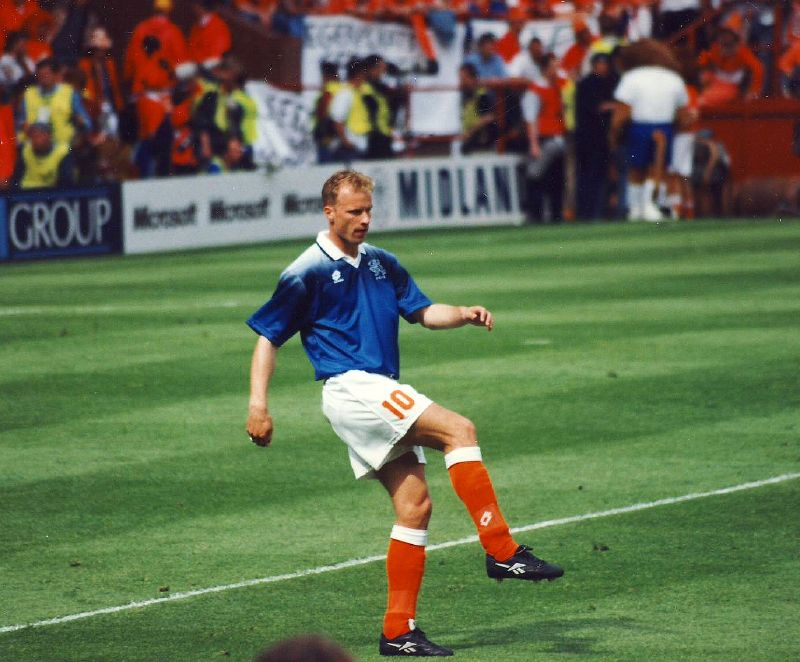
Деннис Бергкамп на разминке (Евро-1996)

В академии «Аякса» Бергкамп воспитывался в духе тотального футбола. Там он успел попробовать себя на всех позициях, кроме вратаря, и за счёт этого Бергкамп научился лучше проходить защитников. В этой академии все возрастные группы играли по схеме 4-3-3, которая позволяла игрокам безболезненно менять позицию на более атакующую. В начале карьеры он три года играл на правом фланге, прежде чем перейти в центр нападения. На первых этапах карьеры у Бергкампа были разные роли в клубе и сборной: если в «Аяксе» он играл в центре нападения в паре со вторым нападающим Стефаном Петтерссоном, то в сборной он сам чаще выступал в роли ассистента для ван Бастена. В «Интере» он играл центрального нападающего, но не смог наладить отношения с партнёром Рубеном Сосой и впоследствии называл его эгоистом. Когда Бергкамп присоединился к «Арсеналу», он стал играть в связке с Ианом Райтом, а впоследствии с Николя Анелька и Тьерри Анри (как оттянутый форвард). Приход Овермарса в качестве ассистента помог ему в сезоне 1997/98 забить семь голов в семи матчах. Так же было с Фредди Юнбергом в сезоне 2001/02. На поздних этапах карьеры Бергкамп стал играть глубже, ближе к полузащите, забивать стал меньше, а преимущественно передавал мяч в атаку.
Бывший нидерландский футболист Ян Мюлдер сказал, что Деннис является «самым техничным голландцем» в истории. Его бывший партнёр Тьерри Анри заявил, что Бергкамп — «нападающий мечты». Однако Бергкампу было не свойственно использовать финты и дриблинг, а также пытаться обыграть соперника один-на-один. Деннис обладал точным пасом, часто предпочитал давать передачи товарищам по команде, чем брать игру на себя. Он пытался отдать пас не только точно и своевременно, но и таким образом, чтобы его не могли перехватить защитники.
На протяжении игровой карьеры Бергкампа называли «нечестным» и «грязным» игроком, а также обвиняли в симуляциях. Сам Деннис не считал себя нечестным, но не отрицал, что по опыту игры в Италии использовал даже незначительные контакты с соперником, чтобы заработать штрафной или пенальти. Арсен Венгер высказывался в защиту Бергкампа. В интервью The Times в 2004 году он сказал, что в футболе нужно быть психологически выдержанным и не вестись на грубость и провокации со стороны соперника, данный урок Деннис усвоил во время выступления за «Интер». Про свою агрессию Бергкамп говорил, что она истекает из разочарования.
Бергкамп нуждается в минимальном количестве касаний, чтобы забить. Иногда ему надо только одно, когда другим нужно два или три.Арсен Венгер
За пределами поля Бергкамп всегда старался придерживаться спортивного режима, правильно питался и не злоупотреблял спиртным — последнее было свойственно его товарищам по «Арсеналу» в первые годы. Деннис внимательно относился к своему телу и проявлял интерес к физиотерапии. Он практически никогда не выходил на матчи, если ощущал проблемы со здоровьем. Деннис не пользовался бандажами на тренировках, а одевал их только на матчи, где больший риск получения повреждений. За всю карьеру у Бергкампа не было серьёзных травм, которые вынудили бы его пропустить больше месяца.

## Тренерская карьера
После ухода из футбола Бергкамп настаивал, что не будет тренером. Он отклонил предложение «Арсенала» стать их скаутом, сказав, что он хочет больше времени проводить с семьёй. Тем не менее, Бергкамп прошёл курс тренерской подготовки для бывших нидерландских футболистов. Поскольку Бергкамп панически боялся летать на самолёте, ему позволили обучаться под руководством Арсена Венгера вместо того, чтобы посещать уроки в Зейсте. После завершения этих курсов он стал помощником Йохана Неескенса во второй сборной Нидерландов. Бергкамп вернулся в «Аякс», чтобы тренировать детские и юниорские команды. После назначения Франка де Бура на пост главного тренера «аяксидов» Бергкамп стал помощником тренера юношеской команды. По словам Денниса, в работе с молодыми футболистами он особенно предпочитал тех, кто имеет страсть к футболу, «рождённую внутри».
Бергкамп поддержал Йохана Кройфа в ходе конфликта последнего с руководством клуба. Кройф выступал за структурные изменения в системе «Аякса», особенно в контексте воспитания молодых игроков, а также за допуск бывших футболистов к ключевым должностям в руководстве клуба. В августе 2011 года Бергкамп стал ассистентом де Бура. Однако после прихода на должность главного тренера Петера Боса роль Бергкампа в «Аяксе» несколько изменилась. Он уже не присутствовал на скамейке запасных во время матчей основной команды, а вместо этого больше сосредоточился на полевых тренировках и на том, чтобы помочь молодым игрокам попасть в первую команду. В декабре 2017 года был отстранён от обязанностей тренера и члена технического персонала «Аякса».
21 марта 2019 года Бергкамп присоединился к тренерскому штабу «Алмере Сити» в качестве тренера молодёжной команды до 23 лет, в которой также играет его сын.

## Личная жизнь
Бергкамп женат на Хенрите Розендаль. Они поженились 16 июня 1993 года. У пары четверо детей: Эстель Дебора, Деннис Митчелл, Ясмин Наоми и Шафран Рита. Внучатый племянник Роланд Бергкамп также футболист. Во время игры за «Арсенал» Бергкамп обучался в университете Бата машиностроению и получил статус бакалавра.
Его лучший друг — Марк Овермарс, с которым он играл в «Арсенале». Иногда Овермарса даже критиковали за то, что он постоянно пасует только на Бергкампа.
Во время выступлений за «Арсенал» Бергкамп увлёкся гольфом, играл каждую неделю, в основном, с товарищами по футболу. Первоначально он играл слабо, но со временем усовершенствовал свои навыки. Деннис продолжил играть в гольф и после окончания карьеры футболиста. Помимо гольфа, он также играл в теннис. По словам Бергкампа, теннис давался ему легче, чем гольф, так как в этом виде спорта большую роль играет физическое развитие.
Бергкамп изображён на обложке международной версии игры FIFA 99.

### Аэрофобия
Прозвище «Нелетучий голландец» Бергкамп получил из-за боязни летать. В 1989 году в авиакатастрофе погиб близкий друг Бергкампа Вирджелл Юманкхан. Сам Бергкамп лишь случайно не оказался на этом рейсе. Ещё до появления фобии он испытывал дискомфорт от пребывания на борту самолёта, когда ему вместе с «Интером» приходилось летать на выездные матчи в небольших тесных самолётах, которые часто трясло в полёте. Всё усугубилось в 1994 году, когда сборная Нидерландов летела в США на чемпионат мира. Журналист, который летел вместе с командой, пошутил, что у него в сумке бомба, Бергкамп отказался летать на самолётах, ему оказывалась психологическая помощь.
У меня есть эта проблема, и я должен жить с этим. Я не могу ничего с этим поделать, проблема в психологии, и я не могу это объяснить. Я не летал на самолёте в течение двух лет. Футбольная федерация Нидерландов и «Арсенал» с пониманием относится к этому. Мне нужна психологическая помощь. Я не могу летать. У меня паника. Она начинается ещё за день до полёта.
Из-за этого «Арсенал» и сборная Нидерландов часто на выездных матчах обходились без него. В некоторых случаях Бергкамп путешествовал наземным транспортом, но сильно уставал в дороге. В феврале 2001 перед матчем с «Лионом» Арсен Венгер признал, что путешествия Бергкампа на поезде и машине вызывают беспокойство, так как негативно влияют на готовность футболиста.

## Статистика выступлений
Источник: Профиль на сайте National Football Teams (англ.)

### Клубная статистика
| Клуб             | Сезон            | Лига | Лига | Кубок | Кубок | Еврокубки | Еврокубки | Всего | Всего |
| Клуб             | Сезон            | Игры | Голы | Игры  | Голы  | Игры      | Голы      | Игры  | Голы  |
| ---------------- | ---------------- | ---- | ---- | ----- | ----- | --------- | --------- | ----- | ----- |
| Аякс             | 1986/87          | 14   | 2    | 5     | 0     | 4         | 0         | 23    | 2     |
| Аякс             | 1987/88          | 25   | 5    | 1     | 0     | 6         | 1         | 32    | 6     |
| Аякс             | 1988/89          | 30   | 13   | 3     | 3     | 1         | 0         | 34    | 16    |
| Аякс             | 1989/90          | 25   | 8    | 2     | 1     | 1         | 0         | 28    | 9     |
| Аякс             | 1990/91          | 33   | 25   | 3     | 1     | −         | −         | 36    | 29    |
| Аякс             | 1991/92          | 30   | 24   | 3     | 0     | 11        | 6         | 44    | 30    |
| Аякс             | 1992/93          | 28   | 26   | 4     | 4     | 8         | 3         | 40    | 33    |
| Аякс             | Всего            | 185  | 103  | 21    | 9     | 31        | 10        | 237   | 122   |
| Интернационале   | 1993/94          | 31   | 8    | 13    | 9     | 11        | 8         | 55    | 25    |
| Интернационале   | 1994/95          | 21   | 3    | 3     | 1     | 2         | 1         | 26    | 5     |
| Интернационале   | Всего            | 52   | 11   | 16    | 10    | 13        | 9         | 81    | 30    |
| Арсенал          | 1995/96          | 33   | 11   | 8     | 5     | −         | −         | 41    | 16    |
| Арсенал          | 1996/97          | 29   | 12   | 4     | 2     | 1         | 0         | 34    | 14    |
| Арсенал          | 1997/98          | 28   | 16   | 11    | 5     | 1         | 1         | 40    | 22    |
| Арсенал          | 1998/99          | 29   | 12   | 8     | 3     | 3         | 1         | 40    | 16    |
| Арсенал          | 1999/00          | 28   | 6    | 0     | 0     | 11        | 4         | 39    | 10    |
| Арсенал          | 2000/01          | 25   | 3    | 5     | 1     | 5         | 1         | 35    | 5     |
| Арсенал          | 2001/02          | 33   | 9    | 6     | 2     | 7         | 3         | 46    | 14    |
| Арсенал          | 2002/03          | 29   | 4    | 7     | 1     | 5         | 2         | 41    | 7     |
| Арсенал          | 2003/04          | 28   | 4    | 4     | 1     | 6         | 0         | 38    | 5     |
| Арсенал          | 2004/05          | 29   | 8    | 5     | 0     | 4         | 0         | 38    | 8     |
| Арсенал          | 2005/06          | 24   | 2    | 3     | 0     | 4         | 1         | 31    | 3     |
| Арсенал          | Всего            | 312  | 87   | 61    | 20    | 47        | 13        | 425   | 120   |
| Всего за карьеру | Всего за карьеру | 552  | 201  | 98    | 39    | 91        | 32        | 741   | 272   |

Источник: Dennis Bergkamp - Detailed stats. transfermarkt.com.

### Выступления за сборную
| Сборная          | Год              | Отборочные матчи ЧЕ | Отборочные матчи ЧЕ | Финальные матчи ЧЕ | Финальные матчи ЧЕ | Отборочные матчи ЧМ | Отборочные матчи ЧМ | Финальные матчи ЧМ | Финальные матчи ЧМ | Товарищеские матчи | Товарищеские матчи | Итого | Итого |
| Сборная          | Год              | Игры                | Голы                | Игры               | Голы               | Игры                | Голы                | Игры               | Голы               | Игры               | Голы               | Игры  | Голы  |
| ---------------- | ---------------- | ------------------- | ------------------- | ------------------ | ------------------ | ------------------- | ------------------- | ------------------ | ------------------ | ------------------ | ------------------ | ----- | ----- |
| Нидерланды       | 1990             | 3                   | 3                   | −                  | −                  | −                   | −                   | −                  | −                  | 1                  | 0                  | 4     | 3     |
| Нидерланды       | 1991             | 4                   | 1                   | −                  | −                  | −                   | −                   | −                  | −                  | 1                  | 1                  | 5     | 2     |
| Нидерланды       | 1992             | −                   | −                   | 4                  | 3                  | 2                   | 1                   | −                  | −                  | 5                  | 3                  | 11    | 7     |
| Нидерланды       | 1993             | −                   | −                   | −                  | −                  | 6                   | 4                   | −                  | −                  | 0                  | 0                  | 6     | 4     |
| Нидерланды       | 1994             | 1                   | 0                   | −                  | −                  | −                   | −                   | 5                  | 3                  | 5                  | 3                  | 11    | 6     |
| Нидерланды       | 1995             | 4                   | 1                   | −                  | −                  | −                   | −                   | −                  | −                  | 1                  | 0                  | 5     | 1     |
| Нидерланды       | 1996             | −                   | −                   | 4                  | 1                  | 2                   | 4                   | −                  | −                  | 4                  | 1                  | 10    | 6     |
| Нидерланды       | 1997             | −                   | −                   | −                  | −                  | 4                   | 3                   | −                  | −                  | 1                  | 1                  | 5     | 4     |
| Нидерланды       | 1998             | −                   | −                   | −                  | −                  | −                   | −                   | 7                  | 3                  | 2                  | 0                  | 9     | 3     |
| Нидерланды       | 1999             | −                   | −                   | −                  | −                  | −                   | −                   | −                  | −                  | 5                  | 1                  | 5     | 1     |
| Нидерланды       | 2000             | −                   | −                   | 5                  | 0                  | −                   | −                   | −                  | −                  | 3                  | 0                  | 8     | 0     |
| Всего за карьеру | Всего за карьеру | 12                  | 5                   | 13                 | 4                  | 14                  | 12                  | 12                 | 6                  | 28                 | 10                 | 79    | 37    |

### Список матчей за сборную
| Матчи и голы Денниса Бергкампа за молодёжную сборную Нидерландов | Матчи и голы Денниса Бергкампа за молодёжную сборную Нидерландов | Матчи и голы Денниса Бергкампа за молодёжную сборную Нидерландов | Матчи и голы Денниса Бергкампа за молодёжную сборную Нидерландов | Матчи и голы Денниса Бергкампа за молодёжную сборную Нидерландов | Матчи и голы Денниса Бергкампа за молодёжную сборную Нидерландов |
| №                                                                | Дата                                                             | Соперник                                                         | Счёт                                                             | Голы                                                             | Соревнование                                                     |
| ---------------------------------------------------------------- | ---------------------------------------------------------------- | ---------------------------------------------------------------- | ---------------------------------------------------------------- | ---------------------------------------------------------------- | ---------------------------------------------------------------- |
| 1                                                                | 21 марта 1989                                                    | СССР                                                             | 0:1                                                              | −                                                                | Товарищеский матч                                                |
| 2                                                                | 10 октября 1989                                                  | Исландия                                                         | 2:3                                                              | −                                                                | Квалификация к Евро-1990                                         |

| Матчи и голы Денниса Бергкампа за сборную Нидерландов | Матчи и голы Денниса Бергкампа за сборную Нидерландов | Матчи и голы Денниса Бергкампа за сборную Нидерландов | Матчи и голы Денниса Бергкампа за сборную Нидерландов | Матчи и голы Денниса Бергкампа за сборную Нидерландов | Матчи и голы Денниса Бергкампа за сборную Нидерландов |
| №                                                     | Дата                                                  | Соперник                                              | Счёт                                                  | Голы                                                  | Соревнование                                          |
| ----------------------------------------------------- | ----------------------------------------------------- | ----------------------------------------------------- | ----------------------------------------------------- | ----------------------------------------------------- | ----------------------------------------------------- |
| 1                                                     | 26 сентября 1990                                      | Италия                                                | 0:1                                                   | −                                                     | Товарищеский матч                                     |
| 2                                                     | 17 октября 1990                                       | Португалия                                            | 0:1                                                   | −                                                     | Квалификация к Евро-1992                              |
| 3                                                     | 21 ноября 1990                                        | Греция                                                | 2:0                                                   | 1                                                     | Квалификация к Евро-1992                              |
| 4                                                     | 19 декабря 1990                                       | Мальта                                                | 8:0                                                   | 2                                                     | Квалификация к Евро-1992                              |
| 5                                                     | 13 марта 1991                                         | Мальта                                                | 1:0                                                   | −                                                     | Квалификация к Евро-1992                              |
| 6                                                     | 17 апреля 1991                                        | Финляндия                                             | 2:0                                                   | −                                                     | Квалификация к Евро-1992                              |
| 7                                                     | 11 сентября 1991                                      | Польша                                                | 1:1                                                   | 1                                                     | Товарищеский матч                                     |
| 8                                                     | 16 октября 1991                                       | Португалия                                            | 1:0                                                   | −                                                     | Квалификация к Евро-1992                              |
| 9                                                     | 4 декабря 1991                                        | Греция                                                | 2:0                                                   | 1                                                     | Квалификация к Евро-1992                              |
| 10                                                    | 12 февраля 1992                                       | Португалия                                            | 0:2                                                   | −                                                     | Товарищеский матч                                     |
| 11                                                    | 27 мая 1992                                           | Австрия                                               | 3:2                                                   | 1                                                     | Товарищеский матч                                     |
| 12                                                    | 30 мая 1992                                           | Уэльс                                                 | 4:0                                                   | −                                                     | Товарищеский матч                                     |
| 13                                                    | 5 июня 1992                                           | Франция                                               | 1:1                                                   | −                                                     | Товарищеский матч                                     |
| 14                                                    | 12 июня 1992                                          | Шотландия                                             | 1:0                                                   | 1                                                     | Чемпионат Европы 1992                                 |
| 15                                                    | 15 июня 1992                                          | СНГ                                                   | 0:0                                                   | −                                                     | Чемпионат Европы 1992                                 |
| 16                                                    | 18 июня 1992                                          | Германия                                              | 3:1                                                   | 1                                                     | Чемпионат Европы 1992                                 |
| 17                                                    | 22 июня 1992                                          | Дания                                                 | 2:2 (4:5)                                             | 1                                                     | Чемпионат Европы 1992                                 |
| 18                                                    | 9 сентября 1992                                       | Италия                                                | 2:3                                                   | 2                                                     | Товарищеский матч                                     |
| 19                                                    | 23 сентября 1992                                      | Норвегия                                              | 1:2                                                   | 1                                                     | Квалификация к ЧМ-1994                                |
| 20                                                    | 14 декабря 1992                                       | Польша                                                | 2:2                                                   | −                                                     | Квалификация к ЧМ-1994                                |
| 21                                                    | 24 февраля 1993                                       | Турция                                                | 3:1                                                   | −                                                     | Квалификация к ЧМ-1994                                |
| 22                                                    | 28 апреля 1993                                        | Англия                                                | 2:2                                                   | 1                                                     | Квалификация к ЧМ-1994                                |
| 23                                                    | 9 июня 1993                                           | Норвегия                                              | 0:0                                                   | −                                                     | Квалификация к ЧМ-1994                                |
| 24                                                    | 22 сентября 1993                                      | Сан-Марино                                            | 7:0                                                   | −                                                     | Квалификация к ЧМ-1994                                |
| 25                                                    | 13 октября 1993                                       | Англия                                                | 2:0                                                   | 1                                                     | Квалификация к ЧМ-1994                                |
| 26                                                    | 17 ноября 1993                                        | Польша                                                | 3:1                                                   | 2                                                     | Квалификация к ЧМ-1994                                |
| 27                                                    | 19 января 1994                                        | Тунис                                                 | 2:2                                                   | −                                                     | Товарищеский матч                                     |
| 28                                                    | 23 марта 1994                                         | Шотландия                                             | 1:0                                                   | −                                                     | Товарищеский матч                                     |
| 29                                                    | 20 апреля 1994                                        | Ирландия                                              | 0:1                                                   | −                                                     | Товарищеский матч                                     |
| 30                                                    | 1 июня 1994                                           | Венгрия                                               | 7:1                                                   | 2                                                     | Товарищеский матч                                     |
| 31                                                    | 12 июня 1994                                          | Канада                                                | 3:0                                                   | 1                                                     | Товарищеский матч                                     |
| 32                                                    | 20 июня 1994                                          | Саудовская Аравия                                     | 2:1                                                   | −                                                     | Чемпионат мира 1994                                   |
| 33                                                    | 25 июня 1994                                          | Бельгия                                               | 0:1                                                   | −                                                     | Чемпионат мира 1994                                   |
| 34                                                    | 29 июня 1994                                          | Марокко                                               | 2:1                                                   | 1                                                     | Чемпионат мира 1994                                   |
| 35                                                    | 4 июля 1994                                           | Ирландия                                              | 2:0                                                   | 1                                                     | Чемпионат мира 1994                                   |
| 36                                                    | 9 июля 1994                                           | Бразилия                                              | 2:3                                                   | 1                                                     | Чемпионат мира 1994                                   |
| 37                                                    | 12 октября 1994                                       | Норвегия                                              | 1:1                                                   | −                                                     | Квалификация к Евро-1996                              |
| 38                                                    | 22 февраля 1995                                       | Португалия                                            | 0:1                                                   | −                                                     | Товарищеский матч                                     |
| 39                                                    | 29 марта 1995                                         | Мальта                                                | 4:0                                                   | 1                                                     | Квалификация к Евро-1996                              |
| 40                                                    | 6 сентября 1995                                       | Беларусь                                              | 1:0                                                   | −                                                     | Квалификация к Евро-1996                              |
| 41                                                    | 15 ноября 1995                                        | Норвегия                                              | 3:0                                                   | −                                                     | Квалификация к Евро-1996                              |
| 42                                                    | 13 декабря 1995                                       | Ирландия                                              | 2:0                                                   | −                                                     | Квалификация к Евро-1996                              |
| 43                                                    | 24 апреля 1996                                        | Германия                                              | 0:1                                                   | −                                                     | Товарищеский матч                                     |
| 44                                                    | 29 мая 1996                                           | Китай                                                 | 2:0                                                   | −                                                     | Товарищеский матч                                     |
| 45                                                    | 4 июня 1996                                           | Ирландия                                              | 3:1                                                   | 1                                                     | Товарищеский матч                                     |
| 46                                                    | 10 июня 1996                                          | Шотландия                                             | 0:0                                                   | −                                                     | Чемпионат Европы 1996                                 |
| 47                                                    | 13 июня 1996                                          | Швейцария                                             | 2:0                                                   | 1                                                     | Чемпионат Европы 1996                                 |
| 47                                                    | 18 июня 1996                                          | Англия                                                | 1:4                                                   | −                                                     | Чемпионат Европы 1996                                 |
| 48                                                    | 22 июня 1996                                          | Франция                                               | 0:0 (4:5)                                             | −                                                     | Чемпионат Европы 1996                                 |
| 49                                                    | 31 августа 1996                                       | Бразилия                                              | 2:2                                                   | −                                                     | Товарищеский матч                                     |
| 51                                                    | 9 ноября 1996                                         | Уэльс                                                 | 7:1                                                   | 3                                                     | Квалификация к ЧМ-1998                                |
| 52                                                    | 14 декабря 1996                                       | Бельгия                                               | 3:0                                                   | 1                                                     | Квалификация к ЧМ-1998                                |
| 53                                                    | 26 февраля 1997                                       | Франция                                               | 1:2                                                   | 1                                                     | Товарищеский матч                                     |
| 54                                                    | 29 марта 1997                                         | Сан-Марино                                            | 4:0                                                   | −                                                     | Квалификация к ЧМ-1998                                |
| 55                                                    | 30 апреля 1997                                        | Сан-Марино                                            | 6:0                                                   | 2                                                     | Квалификация к ЧМ-1998                                |
| 56                                                    | 6 сентября 1997                                       | Бельгия                                               | 3:1                                                   | 1                                                     | Квалификация к ЧМ-1998                                |
| 57                                                    | 11 октября 1997                                       | Турция                                                | 0:0                                                   | −                                                     | Квалификация к ЧМ-1998                                |
| 58                                                    | 13 июня 1998                                          | Бельгия                                               | 0:0                                                   | −                                                     | Чемпионат мира 1998                                   |
| 59                                                    | 20 июня 1998                                          | Республика Корея                                      | 5:0                                                   | 1                                                     | Чемпионат мира 1998                                   |
| 60                                                    | 25 июня 1998                                          | Мексика                                               | 2:2                                                   | −                                                     | Чемпионат мира 1998                                   |
| 61                                                    | 29 июня 1998                                          | Югославия                                             | 2:1                                                   | 1                                                     | Чемпионат мира 1998                                   |
| 62                                                    | 4 июля 1998                                           | Аргентина                                             | 2:1                                                   | 1                                                     | Чемпионат мира 1998                                   |
| 63                                                    | 7 июля 1998                                           | Бразилия                                              | 1:1 (2:4)                                             | −                                                     | Чемпионат мира 1998                                   |
| 64                                                    | 11 июля 1998                                          | Хорватия                                              | 1:2                                                   | −                                                     | Чемпионат мира 1998                                   |
| 65                                                    | 10 октября 1998                                       | Перу                                                  | 2:0                                                   | −                                                     | Товарищеский матч                                     |
| 66                                                    | 13 октября 1998                                       | Гана                                                  | 0:0                                                   | −                                                     | Товарищеский матч                                     |
| 67                                                    | 10 февраля 1999                                       | Португалия                                            | 0:0                                                   | −                                                     | Товарищеский матч                                     |
| 68                                                    | 31 марта 1999                                         | Аргентина                                             | 1:1                                                   | −                                                     | Товарищеский матч                                     |
| 69                                                    | 4 сентября 1999                                       | Бельгия                                               | 5:5                                                   | −                                                     | Товарищеский матч                                     |
| 70                                                    | 9 октября 1999                                        | Бразилия                                              | 2:2                                                   | 1                                                     | Товарищеский матч                                     |
| 71                                                    | 13 ноября 1999                                        | Чехия                                                 | 1:1                                                   | −                                                     | Товарищеский матч                                     |
| 72                                                    | 26 апреля 2000                                        | Шотландия                                             | 0:0                                                   | −                                                     | Товарищеский матч                                     |
| 73                                                    | 28 мая 2000                                           | Румыния                                               | 2:1                                                   | −                                                     | Товарищеский матч                                     |
| 74                                                    | 4 июня 2000                                           | Польша                                                | 3:1                                                   | −                                                     | Товарищеский матч                                     |
| 75                                                    | 11 июня 2000                                          | Чехия                                                 | 1:0                                                   | −                                                     | Чемпионат Европы 2000                                 |
| 76                                                    | 16 июня 2000                                          | Дания                                                 | 3:0                                                   | −                                                     | Чемпионат Европы 2000                                 |
| 77                                                    | 21 июня 2000                                          | Франция                                               | 3:2                                                   | −                                                     | Чемпионат Европы 2000                                 |
| 78                                                    | 25 июня 2000                                          | Югославия                                             | 6:1                                                   | −                                                     | Чемпионат Европы 2000                                 |
| 79                                                    | 29 июня 2000                                          | Италия                                                | 0:0 (1:3)                                             | −                                                     | Чемпионат Европы 2000                                 |

## Достижения

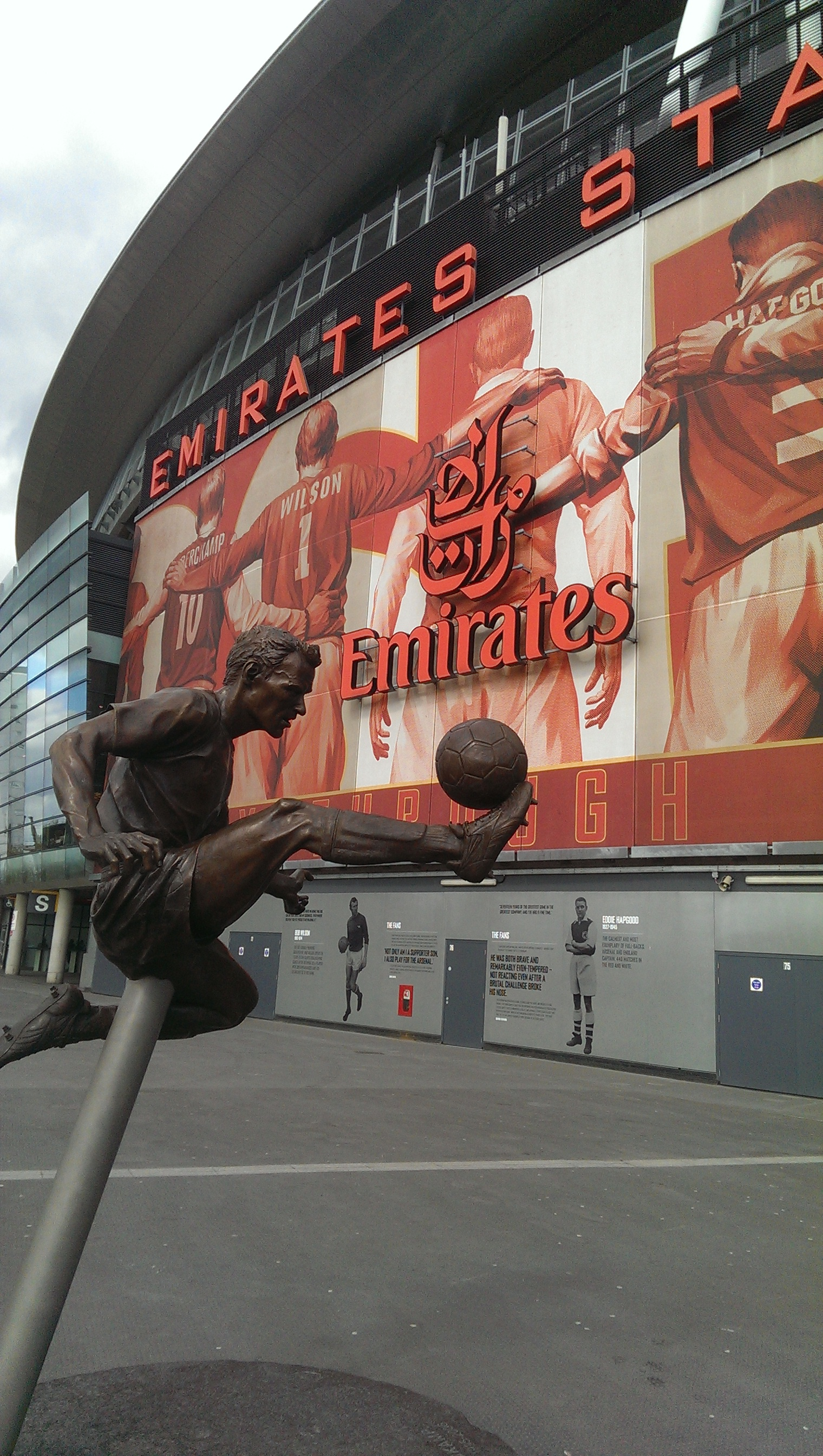
Статуя Денниса Бергкампа перед стадионом «Эмирейтс»

### Командные
«Аякс»
- Обладатель Кубка обладателей кубков УЕФА: 1986/87
- Обладатель Кубка Нидерландов (2): 1986/87, 1992/93
- Чемпион Нидерландов: 1989/90
- Обладатель Кубка УЕФА: 1991/92

«Интернационале»
- Обладатель Кубка УЕФА: 1993/94

«Арсенал»
- Чемпион Англии (3): 1997/98, 2001/02, 2003/04
- Обладатель Кубка Англии (4): 1997/98, 2001/02, 2002/03, 2004/05
- Обладатель Суперкубка Англии (4): 1998, 1999, 2002, 2004

### Личные
- Футбольный талант года в Нидерландах: 1990[164]
- Футболист года в Нидерландах (2): 1991, 1992[164]
- Лучший бомбардир чемпионата Нидерландов (3): 1990/91, 1991/92, 1992/93
- Лучший бомбардир чемпионата Европы: 1992 (3 гола)
- Вошёл в Символическую сборную чемпионата Европы: 1992[165]
- Лучший бомбардир Кубка УЕФА: 1993/94[166]
- Игрок месяца английской Премьер-лиги (4): август 1997, сентябрь 1997, март 2002, февраль 2004[167]
- Команда года по версии ПФА: 1997/98[168]
- Футболист года по версии Ассоциации футбольных журналистов: 1997/98
- Игрок года по версии футболистов ПФА: 1997/98
- Лучший гол сезона в Англии (2): 1997/98, 2001/02[169]
- Обладатель приза IFFHS лучшему бомбардиру мира в международных матчах: 1992[170]
- Член символической сборной чемпионата мира: 1998[171]
- Входит в список ФИФА 100
- Входит в Зал славы английского футбола: 2007[172]
- Включён в список величайших футболистов XX века по версии World Soccer
- Включён в Зал славы английской Премьер-лиги: 2021[173]

Источник: Dennis Bergkamp - Titles & achievements. transfermarkt.com.